# Vicesindaco
Il Vicesindaco, nell'ordinamento giuridico italiano e, specificamente, ai sensi del Decreto Legislativo n. 267/2000, art. 46, comma 2, viene individuato dal Sindaco tra i componenti della giunta comunale.
Il citato D.Lgs. n. 267/2000 (Testo unico delle leggi sull'ordinamento degli enti locali), art. 53, dispone che il Vicesindaco sostituisca il Sindaco in caso di sua assenza, impedimento temporaneo o sospensione dall'esercizio della funzione.

## Funzioni
La supplenza temporanea di cui all'articolo 53, comma 2, del D.Lgs. n. 267/2000 si realizza quando il sindaco:
- è materialmente assente per una qualsiasi ragione (malattia, ferie, ecc.);
- pur presente, è occupato nell'esercizio di altre funzioni d'istituto (impedimento temporaneo materiale) o versa in una situazione di astensione obbligatoria in relazione a un atto (impedimento temporaneo giuridico);
- è stato sospeso di diritto dalla carica, ai sensi dell'articolo 11 del D.Lgs. n. 235/2012.

In tutti i casi in cui sostituisce il sindaco, il vicesindaco esercita anche le funzioni a lui spettanti in qualità di ufficiale del Governo.
Alle funzioni vicarie del sindaco il vicesindaco cumula quelle di assessore e, come tale, riceve normalmente dal sindaco la "delega" per talune materie o atti.
La figura del vicesindaco è stata introdotta dell'art. 16, comma 2, della legge 25 marzo 1993, n. 81. In precedenza le funzioni vicarie del sindaco erano svolte dall'assessore anziano. Peraltro, gli statuti comunali, adottati a seguito dell'entrata in vigore della legge n. 142 del 1990, già prevedevano questa figura.

## Vicesindaco reggente
Nel caso di decesso del sindaco, l’articolo 53, comma 1, del D.Lgs. n. 267/2000 prevede che le funzioni del Sindaco siano svolte dal Vicesindaco e che il Consiglio e la Giunta rimangano in carica sino alla elezione del nuovo Sindaco.

## Nelle regioni a statuto speciale
Nella regione Valle d'Aosta, inoltre, il vice sindaco non è nominato, ma eletto direttamente dai cittadini contestualmente al sindaco.

## Denominazione nelle lingue minoritarie
Nelle regioni a statuto speciale dove vige un regime di bilinguismo, la denominazione vicesindaco è affiancata dalle seguenti:
- nella Valle d'Aosta, bilingue italiano/francese, vice-syndic oppure, in alcuni casi, adjoint du maire;
- nella Provincia autonoma di Bolzano, bilingue italiano/tedesco, Bürgermeisterstellvertreter, oppure, in alcuni casi tra cui la Città di Bolzano, Vizebürgermeister; nei comuni trilingui, in lingua ladina prende il nome di vizeambolt o vize-ombolt.
- in Friuli-Venezia Giulia, per i comuni delle provincie di Trieste, Gorizia e Udine il cui statuto prevede il bilinguismo italiano/sloveno, podžupan.